# نجد العداري (السياني)

تعديل مصدري - تعديل

نجد العداري محلة تابعة لقرية العداري، التابعة لعزلة هدفان بمديرية السياني إحدى مديريات محافظة إب في الجمهورية اليمنية، بلغ تعداد سكانها 100 حسب تعداد اليمن لعام 2004.